# ادارگانچی
ادارگانچی (به انگلیسی: Adargunchi) یک روستا در هند است که در کارناتاکا واقع شده‌است.

## خصوصیات
ادارگانچی ۶٬۳۸۵ نفر جمعیت دارد.